# Diphyus arduus
Diphyus arduus là một loài tò vò trong họ Ichneumonidae.